# William Thoresson

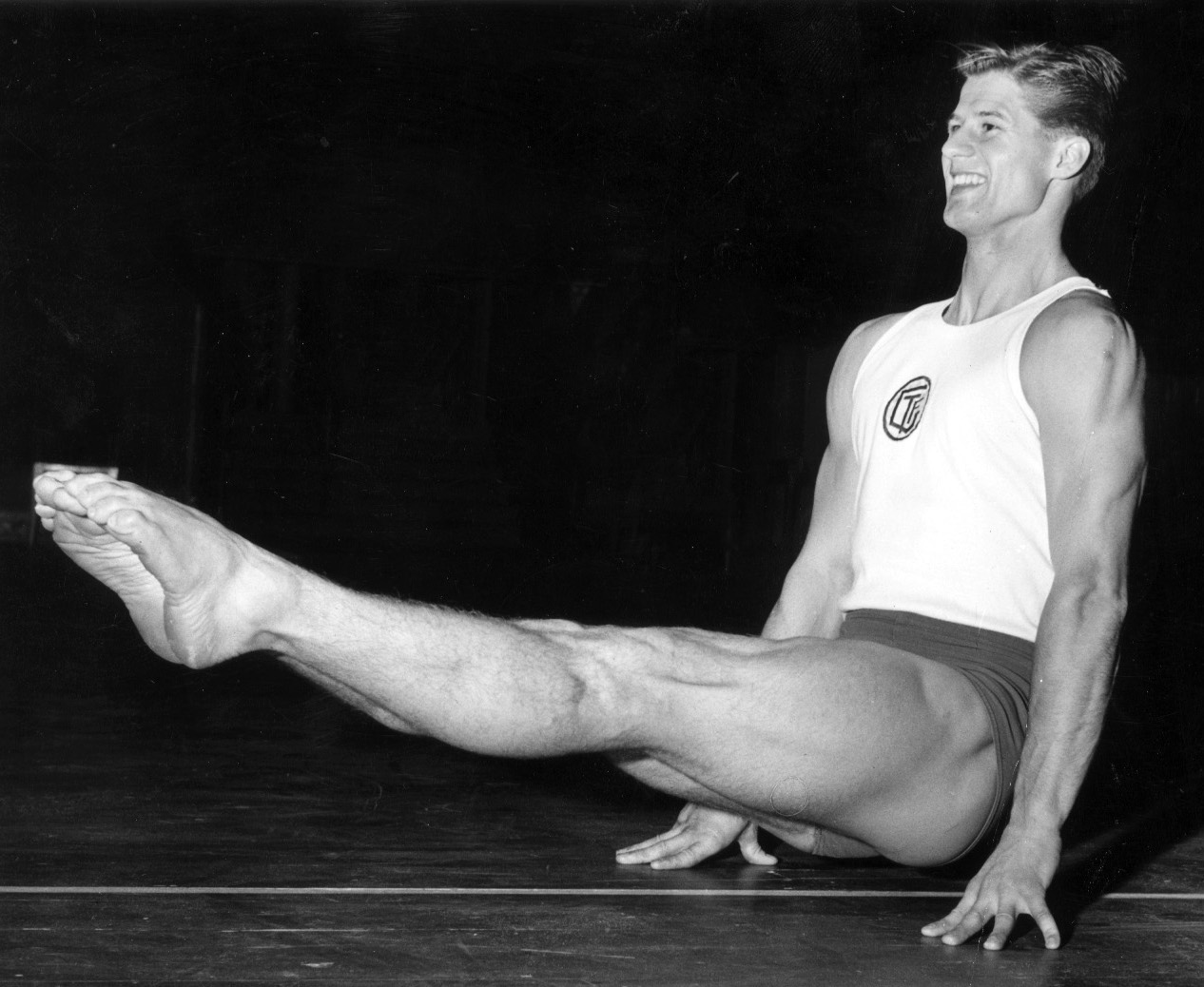

Karl Tore William Thoresson (né le 31 mai 1932 à Göteborg) est un gymnaste suédois qui a été champion olympique au sol aux Jeux olympiques de 1952.

## Palmarès

### Jeux olympiques
- Helsinki 1952
  -  médaille d'or au sol

- Melbourne 1956
  -  médaille d'argent au sol

### Championnats du monde
- Rome 1954
  -  médaille de bronze au sol